# Now or Never (filme)
Now or Never (Agora... ou Nunca (título em Portugal) ) é um curta-metragem mudo norte-americano de 1921, do gênero comédia, dirigido por Hal Roach e estrelado por Harold Lloyd.

## Elenco

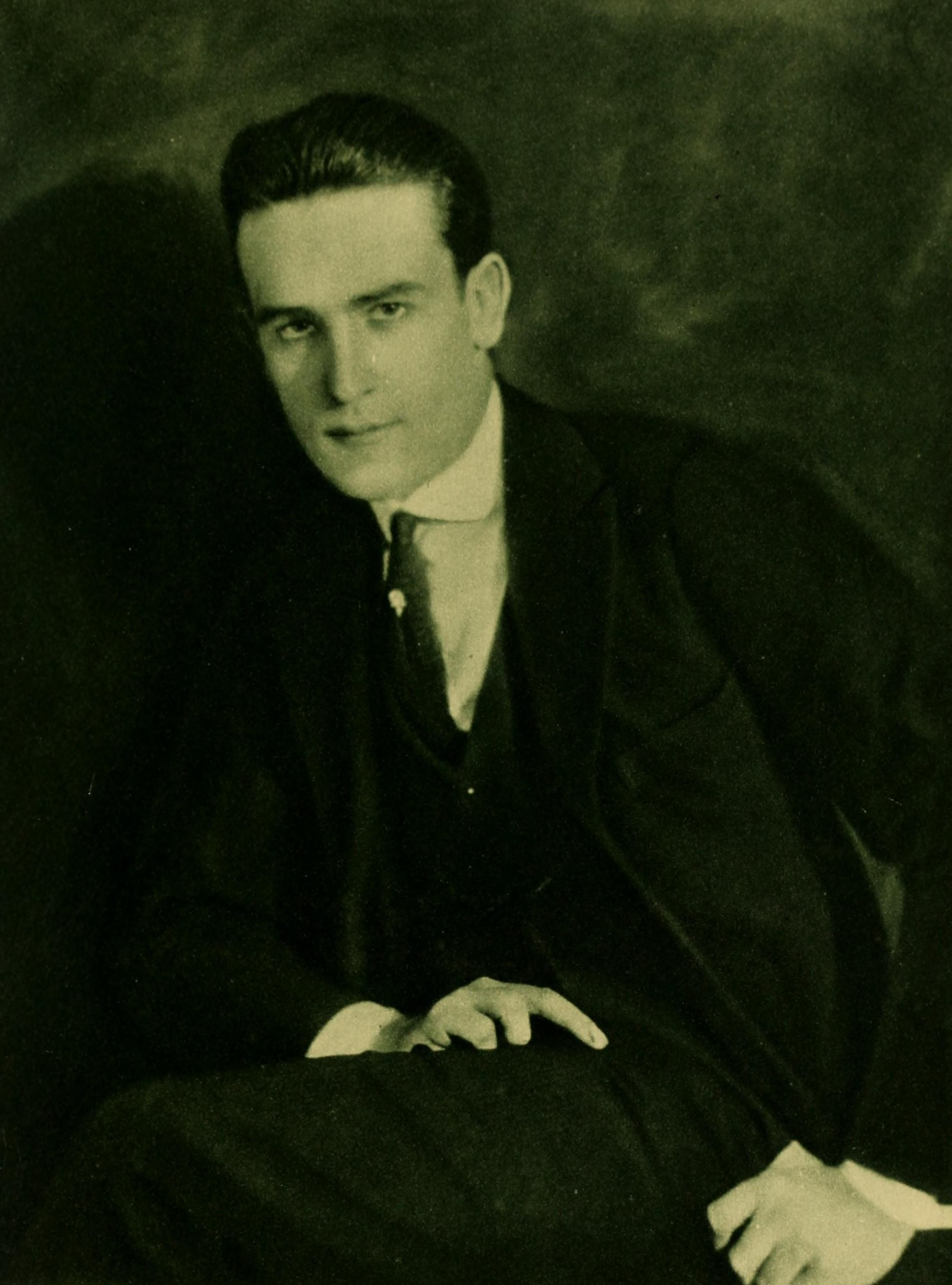
Harold Lloyd

- Harold Lloyd
- Mildred Davis
- Anna Mae Bilson
- William Gillespie
- Noah Young
- Roy Brooks
- Sammy Brooks
- Wallace Howe